# Rus (Sălaj)
Rus é uma comuna romena localizada no distrito de Sălaj, na região histórica da Crișana (parte da Transilvânia). A comuna possui uma área de 50.97 km² e sua população era de 1142 habitantes segundo o censo de 2007.